# Serieåret 1946

## Händelser

### September
- 26: första numret av Le Journal de Tintin, med premiär för serierna Blake et Mortimer av Edgar P. Jacobs, och Tintin-äventyret Le temple du soleil av Hergé.[1]

### December

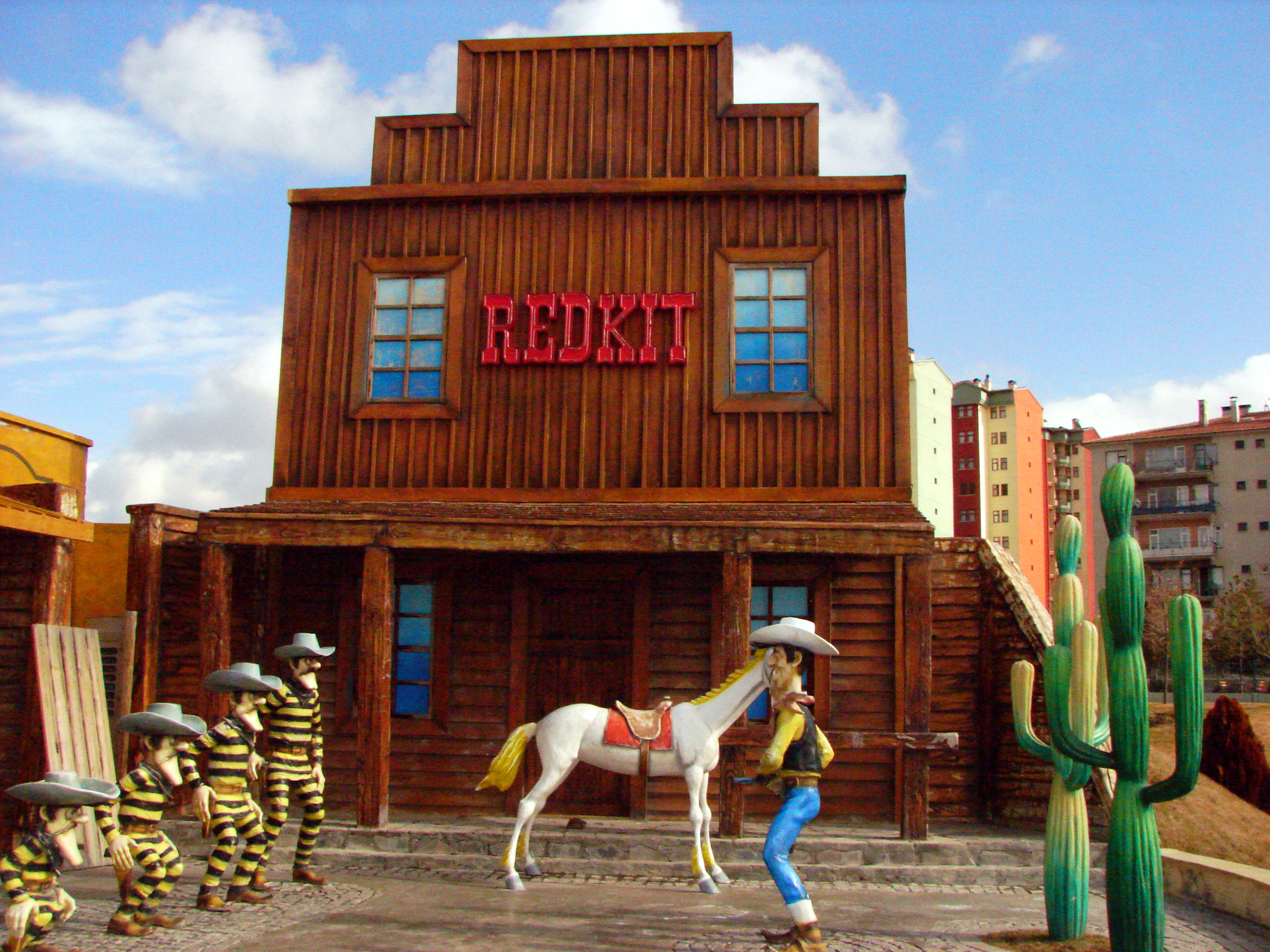
Lucky Luke.

- 7: Lucky Luke av Morris dyker upp för första gången i Le Journal de Spirou Almanach 1947 i berättelsen Arizona 1880.[2]

### Okänt datum
- Allers förlag startar utgivningen av serietidningen Karl-Alfred i Sverige.

## Pristagare
- Reuben Award Cartoonist of the year: Milton Caniff

## Födda
- 17 januari - François Walthéry, belgisk serieskapare.
- 25 februari - Rick Geary, amerikansk serieskapare.
- 22 mars - Lars Mortimer (död 2014), svensk tecknare och serieskapare.
- 31 mars - F'murr (död 2018), fransk serieskapare.
- 30 april - Xavier Fauche, fransk serieförfattare.
- 30 augusti - Jacques Tardi, fransk serieskapare.
- 24 december - Vittorio Giardino, italiensk serieskapare.

### Fotnoter
1. ↑  BDoubliées. ”Tintin année 1946” (på franska). http://bdoubliees.com/tintinbelge/annees/1946.htm.
2. ↑  BDOubliées. ”Spirou année 1946” (på franska). http://bdoubliees.com/journalspirou/annees/1946.htm.